# Wandsworth (ville)
Pour le borough homonyme, voir Borough londonien de Wandsworth.
Wandsworth est un district de la banlieue sud de Londres située dans le borough de Wandsworth. Elle se trouve sur la Tamise. Elle est au centre du borough éponyme. Elle est le siège de l'une des plus célèbres prisons britanniques, dans laquelle eurent lieu de nombreuses pendaisons. 
Wandsworth avait une tradition de brassage datant du XVIe siècle. De 1831 à 2006, la bière y était brassée par le brasseur local Young's Brewery. En 2006, Charles Wells Brewery (en), un brasseur basé à Bedford, a acquis Young's et la brasserie (connue en anglais comme la Ram Brewery, d'après l'emblème de Young's, un bélier) a été fermée. La compagnie Young's est encore basée à Wandsworth, où elle a quelques pubs, mais sa bière est aujourd'hui brassée à Bedford.

## Culture et patrimoine

### Personnalités nées dans la ville
- Leomie Anderson, mannequin née le 15 février 1993.
- John Hine, pilote automobile britannique né le 7 avril 1933.
- Emily Blunt, actrice britanno-américaine née le 23 février 1983.
- Ademola Lookman, joueur de football né le 20 octobre 1997
- Liam Rosenior, joueur de football reconverti entraîneur né le 9 juillet 1984.